# (74153) 1998 QJ90
(74153) 1998 QJ90 – planetoida z pasa głównego asteroid okrążająca Słońce w ciągu 4,63 lat w średniej odległości 2,77 j.a. Odkryta 24 sierpnia 1998 roku.